# Sarcoscypha coccinea
Sarcoscypha coccinea, comúnmente conocida como copica escarlata, es una especie de hongo de la familia Sarcoscyphaceae, del orden Pezizales. El hongo puede encontrarse en todos los continentes excepto en la Antártida. Es la especie tipo del género Sarcoscypha, la cual ha sido conocida con muchos nombres desde su primera aparición en la literatura científica en 1772. El análisis filogenético indica que la especie estaría muy relacionada con otras de Sarcoscypha que contienen numerosas gotitas de aceite en sus esporas, como la especie S. macaronesica, de las islas del Atlántico Norte. Debido a las apariencias físicas similares y a distribuciones geográficas algunas veces solapadas, es frecuente que S. coccinea sea confundida con S. occidentalis, S. austriaca y S. dudleyi.
Este hongo saprofita crece en palos y ramas en descomposición en suelos forestales húmedos, generalmente enterrados bajo la hojarasca o en el suelo. Por lo general, durante los meses más fríos del invierno y principios de primavera se producen los ascocarpos (también conocidos como cuerpos fructificantes) en forma de copa. El interior de las copas es rojo brillante —de aquí deriva tanto el nombre común como el científico— y contrasta con el exterior de color más claro. Actualmente, la comestibilidad de los ascocarpos es discutida por diversos autores, pues algunos sostienen que el tamaño pequeño, textura dura y fructificaciones insustanciales de la seta no la hacen recomendable o, mucho menos, comestible. Los indios oneida empleaban el hongo con fines medicinales, y en Inglaterra se usaba para teñir arreglos florales para adornos de mesa. La especie Molliardiomyces eucoccinea es una forma imperfecta del hongo, pues carece de una etapa sexual reproductiva en su ciclo de vida.

## Descripción
Los cuerpos fructificantes (o ascocarpos), inicialmente esféricos, tienen una superficie en forma de platillo o copa con bordes enrollados, y miden 2-5 cm (0.8-2.0 in) de diámetro. La superficie interna del píleo es suave y roja oscura (decolorándose a naranja cuando se seca), mientras que la superficie externa es blanquecina y cubierta con una capa densa y enredada de pequeños pelos (conocida como tomento). El estipe, cuando está presente, es robusto, blanquecino, crece hasta 4 cm (1.6 in) de longitud (en caso de estar profundamente enterrado) y 0.3-0.7 cm (0.1-0.3 in) de grosor, y tiene un tomento. Pueden presentarse variaciones en la coloración si la pigmentación ha sido reducida o ausente; estas serían de color naranja, amarillo, o incluso blanco (como en la variedad albida). En los Países Bajos, los ascocarpos se han encontrado cada vez más en los pólderes.

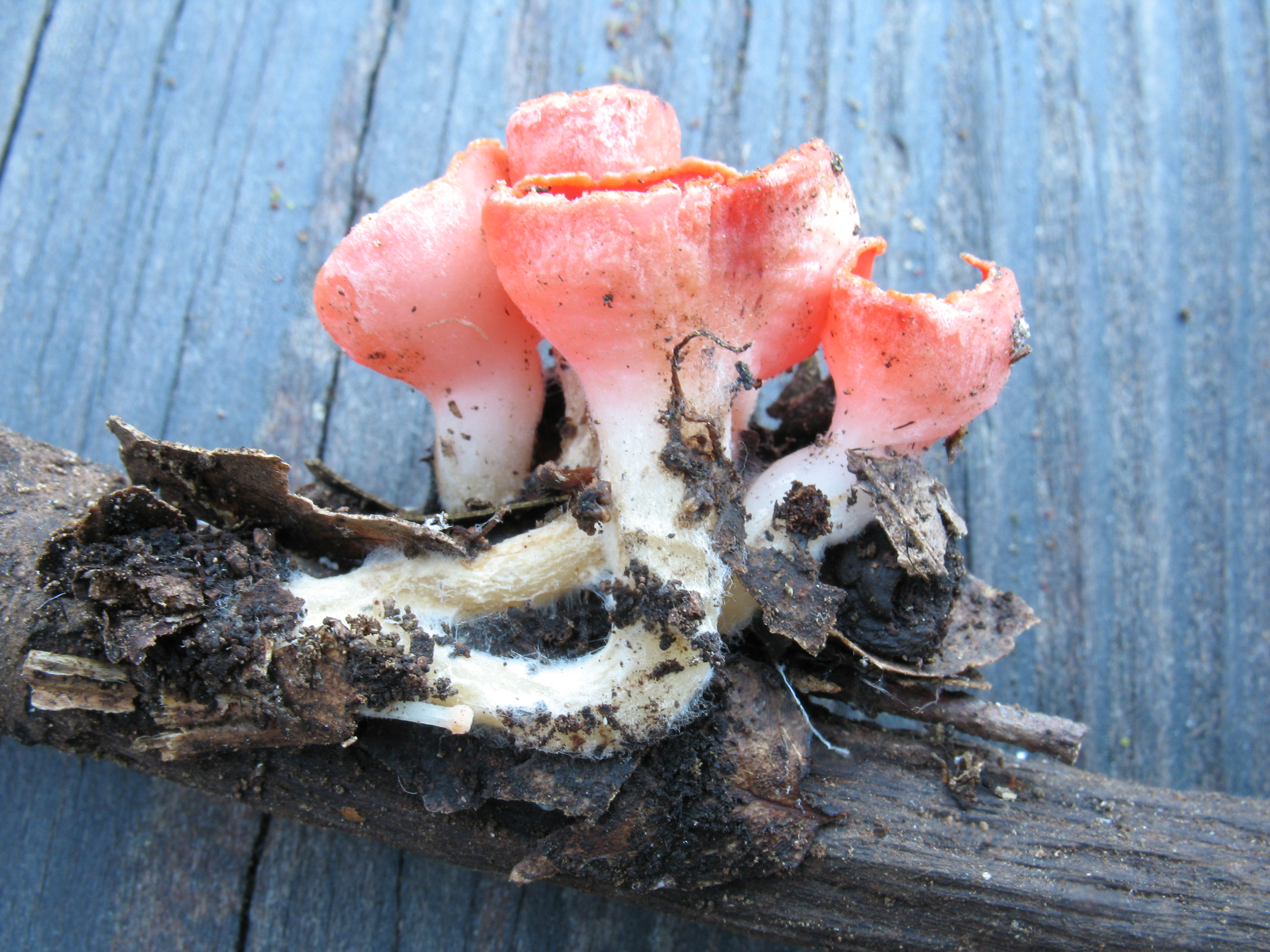
Los estipes y la superficie exterior tienen un color más claro que el interior.

Sarcoscypha coccinea forma parte de un conjunto de hongos cuyos ascocarpos hacen un sonido similar a una «ráfaga» —una manifestación audible de la liberación de esporas donde miles de ascas explotan simultáneamente para liberar una nube de esporas—.
Las esporas son elípticas, lisas, hialinas (translúcidas), miden 26-40 x 10-12 µm y tienen gotitas de lípidos concentradas en cada extremo. Las gotitas refractan la luz y son visibles con el microscopio óptico. En ejemplares mayores y desecados (tales como especímenes para herbario), las gotitas pueden fusionarse y dificultar la identificación de especies. Según su origen geográfico, las esporas pueden tener una frágil cubierta mucilaginosa o «envoltura»; los especímenes europeos están desprovistos de la envoltura, mientras que las muestras procedentes de América del Norte, invariablemente, tienen una.
El ascas son largas, cilíndricas y se estrechan en una base corta similar a un estipe; miden 300-375 x 14-16 µm. Si bien en la mayoría de los miembros de Pezizales todas las ascosporas se forman simultáneamente al delimitarse una membrana interna y externa, en S. coccinea las ascosporas situadas en las partes inferiores de la asca se desarrollan más rápido. Las paráfisis (hifas filamentosas y estériles presentes en el himenio) tienen cerca de 3 µm de ancho (y solo un poco engrosadas en el ápice), y contienen gránulos de pigmento rojo.

### Estadio anamórfico
Los hongos imperfectos o anamórficos son aquellos que aparentemente carecen de una fase sexual en su ciclo de vida, y por lo general se reproducen mediante mitosis en estructuras llamadas conidios. En algunos casos, se identifica más adelante la fase sexual o estadio teleomorfo, y se establece una relación teleomorfo-anamorfo entre las especies. El Código Internacional de Nomenclatura Botánica permite el reconocimiento de dos (o más) nombres científicos para un mismo organismo, uno en base en el teleomorfo y el otro(s) dedicado al anamorfo. El nombre del estadio anamórfico de S. coccinea es Molliardiomyces eucoccinea, que fue descrita por Marin Molliard en 1904. Molliard descubrió el crecimiento de conidios que se asemejaban a los de los géneros Coryne y Chlorosplenium en lugar que Pezizaceae, y consideró que esto podría significar una afinidad entre Sarcoscypha y la familia Helvellaceae. En 1972, John W. Paden describió nuevamente el anamorfo, pero, al igual que Molliard, no pudo dar una descripción completa de la especie. En 1984 Paden creó un nuevo género, al que llamó Molliardiomyces, para contener las formas anamórficas de varias especies de Sarcoscypha, y estableció a Molliardiomyces eucoccinea como la especie tipo. Esta especie produce conidióforos incoloros (estipes especializados que guardan los conidios), los cuales están ramificados irregularmente y miden desde 30-110 x 3.2-4.7 µm. Los conidios tiene forma elipsoidal u ovoidal, son suaves, translúcidos (hialinos), y 4.8-16.0 x 2.3-5.8 µm; tienden a acumularse en «masas mucilaginosas».

## Taxonomía

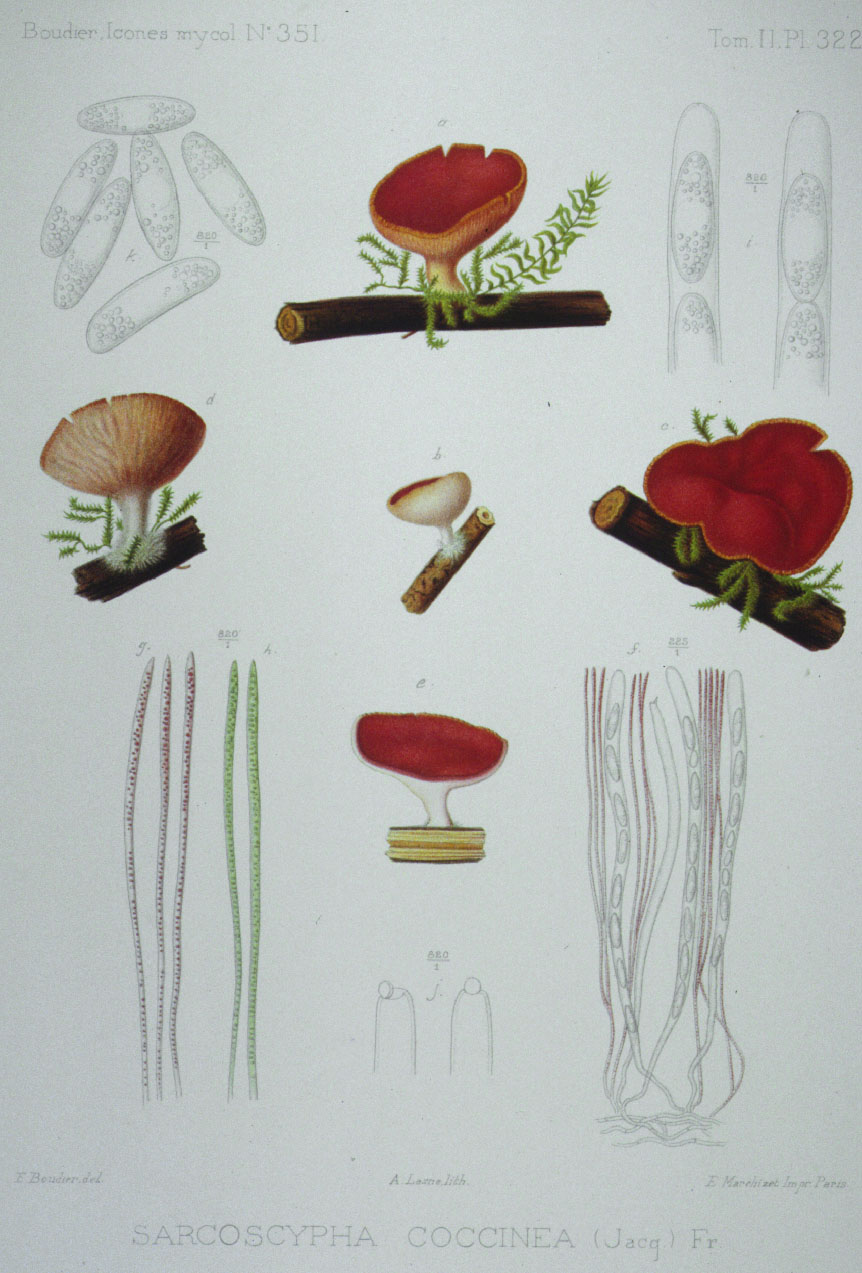
Ilustraciones por Jean Louis Émile Boudier.

Inicialmente la especie fue nombrada Helvella coccinea por el naturalista italiano Giovanni Antonio Scopoli en 1772. Otras de las primeras nomenclaturas incluyen Peziza coccinea (Nikolaus Joseph von Jacquin, 1774) y Peziza dichroa (Johan Theodor Holmskjold, 1799). Aunque algunos autores en literatura antigua aplicaron el nombre genérico Plectania al taxón siguiendo las indicaciones de Karl Wilhelm Gottlieb Leopold Fuckel en 1870 (por ejemplo, en Seaver, 1928; Kanouse, 1948; Nannfeldt, 1949; Le Gal, 1953), este nombre genérico es utilizado actualmente para un hongo con ascocarpos marrones a negros. Jean Baptiste Emil Lambotte le dio su nomenclatura actual en 1889.
Los sinónimos «obligados» (diferentes nombres para la misma especie sobre la base de un tipo) incluyen a Lachnea coccinea Gillet (1880), Macroscyphus coccineus Gray (1821), y Peziza dichroa Holmsk. (1799). Los sinónimos taxonómicos (diferentes nombres para la misma especie, basados en diversos tipos) incluyen Peziza aurantia Schumach. (1803), Peziza aurantiaca Pers. (1822), Peziza coccinea Jacq. (1774), Helvella coccinea Schaeff. (1774), Lachnea coccinea W.Phillips (1887), Geopyxis coccinea Massee (1895), Sarcoscypha coccinea Sacc. ex Durand (1900), Plectania coccinea Fuckel ex Seaver (1928) y Peziza cochleata Batsch (1783).
Sarcoscypha coccinea es la especie tipo del género Sarcoscypha; fue designada como tal por Frederic Edward Clements y Cornelius Lott Shear en 1931. En una publicación de 1990 se reveló que el nombre del género, Sarcoscypha, había sido utilizado anteriormente por Carl F. P. von Martius como el nombre de una tribu en el género Peziza; pero de acuerdo a las reglas de la nomenclatura botánica, esto significaba que el nombre genérico Peziza tenía prioridad sobre Sarcoscypha. Para resolver este dilema taxonómico, el nombre del género Sarcoscypha se conservó sobre Peziza, con S. coccinea como la especie tipo, para «evitar la creación de un nuevo nombre genérico para los píleos escarlatas y también para evitar la pérdida desfavorable de un nombre genérico ampliamente utilizado en la literatura popular y científica». El epíteto específico coccinea deriva del vocablo latina que significa «de color rojo oscuro». En la literatura inglesa, se conoce comúnmente como «copa de duende escarlata» (scarlet elf cup), «sombrero de elfo escarlata» (scarlet elf cap), u «hongo copa escarlata» (scarlet cup fungus).
S. coccinea var. jurana fue descrita por Jean Louis Émile Boudier (1903) como una variedad de especies que tienen un ascocarpo de color naranja brillante, y con ascosporas aplanadas o de extremos despuntados. Hoy en día es considerada como especie independiente, S. jurana. S. coccinea var. albida, nombrada por George Edward Massee en 1903 (como Geopyxis coccinea var. albida), tiene una coloración cremosa en lugar de una superficie interior rojiza, pero en lo demás es idéntica a la variedad típica.
En el extensa área que incluye las zonas templadas a alpinas-boreales del hemisferio norte (Europa y América del Norte), S. coccinea no pudo ser reconocida hasta la década de los ochenta. No obstante, se sabía desde principios del siglo XX que existían varios taxones macroscópicamente indistinguibles con diversas diferencias microscópicas: la distribución y el número de gotitas de aceite en las esporas frescas; el comportamiento de la germinación; y la forma de las esporas. Un análisis detallado y la comparación de las muestras frescas reveló que lo que se había denominado colectivamente «S. coccinea» en realidad consistía de cuatro especies distintas: S. austriaca, S. coccinea, S. dudleyi, y S. jurana.
Las relaciones filogenéticas del género Sarcoscypha fueron analizados por Francis Harrington a finales de los noventa. El análisis cladístico combina comparaciones de las secuencias del espaciador transcrito interno en el ARN no funcional con quince características morfológicas tradicionales, tales como el aspecto de las esporas, forma del ascocarpo, y el grado de rizado de los «cabellos» que forman el tomento. Sobre la base de este análisis, S. coccinea forma parte de un clado que incluye a las especies S. austriaca, S. macaronesica, S. knixoniana y S. humberiana; estas especies tienen numerosas y pequeñas gotitas de aceite en sus esporas. Su pariente más cercano, S. macaronesica, se encuentra en las islas Canarias y Madeira; Harrington ha formulado la hipótesis de que el ancestro común más reciente de las dos especies se originó en Europa y más tarde se dispersó a las islas de la Macaronesia.

### Especies similares
Entre las especies similares se encuentran S. dudleyi y S. austriaca, y en la literatura, es frecuente confundirlas con S. coccinea. También es habitual que sea requerido un examen de las características microscópicas para diferenciar definitivamente a las tres especies. Sarcoscypha occidentalis tiene píleos más pequeños (de 0.5 a 2.0 cm de ancho), un estipe más pronunciado (de unos 1-3 cm de longitud) y una superficie externa lisa. Pero, a diferencia de S. coccinea, solo se encuentra en el Nuevo Mundo y en el este y centro-oeste de América del Norte, pero no en el extremo occidental; también puede aparecer en América Central y el Caribe. En América del Norte, S. austriaca y S. dudleyi se encuentran en las regiones orientales del continente. S. dudleyi tiene esporas elípticas con extremos redondeados, miden 25-33 x 12-14 µm y están completamente envainados cuando están frescos. También S. austriaca tiene esporas elípticas (las cuales miden 29-36 x 12-15 µm), pero estas no están completamente envainadas cuando están frescas, pero poseen pequeñas capas polares en cada extremo. La especie S. macaronesica (de Macaronesia), que erróneamente es identificada como S. coccinea, tiene esporas más pequeñas (por lo general miden aproximadamente 20.5-28 x 7.3-11 µm) y ascocarpos más pequeños (de hasta 2 cm de ancho).
Otras especies similares incluyen Plectania melastoma, Plectania nannfeldtii, y Scutellinia scutellata.

## Ecología, hábitat y distribución
Es un saprobio, es decir que crece sobre material leñoso en descomposición de diversas plantas, como rosáceas, hayas, avellanos, sauces, olmos y robles (este último en el Mediterráneo). Los ascocarpos de S. coccinea se encuentran creciendo individualmente o agrupados en grupos sobre palos total o parcialmente enterrados en los bosques caducifolios. En un estudio realizado en Hungría se observó que el hongo se encuentra principalmente en ramitas del carpe europeo (Carpinus betulus), que eran aproximadamente menores a 5 cm (2 in) de longitud. Los ascocarpos que crecen sobre palitos encima del suelo tienden a ser más pequeños que los que nacen en madera enterrada. Los hongos que crecen resguardados del viento también se hacen más grandes que sus homólogos más expuestos. Los ascocarpos son duraderos y pueden permanecer varias semanas si el clima es fresco. El tiempo requerido para el desarrollo de los ascocarpos se ha estimado en alrededor de 24 semanas, aunque se ha señalado que «la duración máxima de vida puede ser mayor de 24 semanas debido a que la disminución de las colonias parece estar asociada con un clima soleado y ventoso que con el envejecimiento». Una guía de campo ha denominado al hongo «una señal de bienvenida después de un invierno largo y desesperado, y... el presagio de un nuevo año de recogida de setas».
Es común en gran parte del hemisferio norte, especialmente en el medio oeste estadounidense, y en los valles entre la costa del Pacífico, la Sierra Nevada y la cordillera de las Cascadas. Su distribución norteamericana se extiende al norte a varias zonas en Canadá y al sur hasta el estado mexicano de Jalisco. El hongo también ha sido recogido en Chile. También se encuentra en el Viejo Mundo: Europa, África, Asia, Australia y la India. Las muestras recogidas de las islas de la Macaronesia, que alguna vez se creyó que eran de S. coccinea, fueron posteriormente reclasificadas en una especie distinta, S. macaronesica. Un estudio (1995) sobre la presencia de los miembros de Sarcoscypha en la islas británicas (incluyendo S. coccinea y S. austriaca) concluyó que S. coccinea se estaba volviendo muy raro en Gran Bretaña. Todas las especies de Sarcoscypha en Europa, incluyendo S. coccinea, están en la Lista Roja de la UICN. En Turquía se considera en peligro crítico de extinción.

## Usos

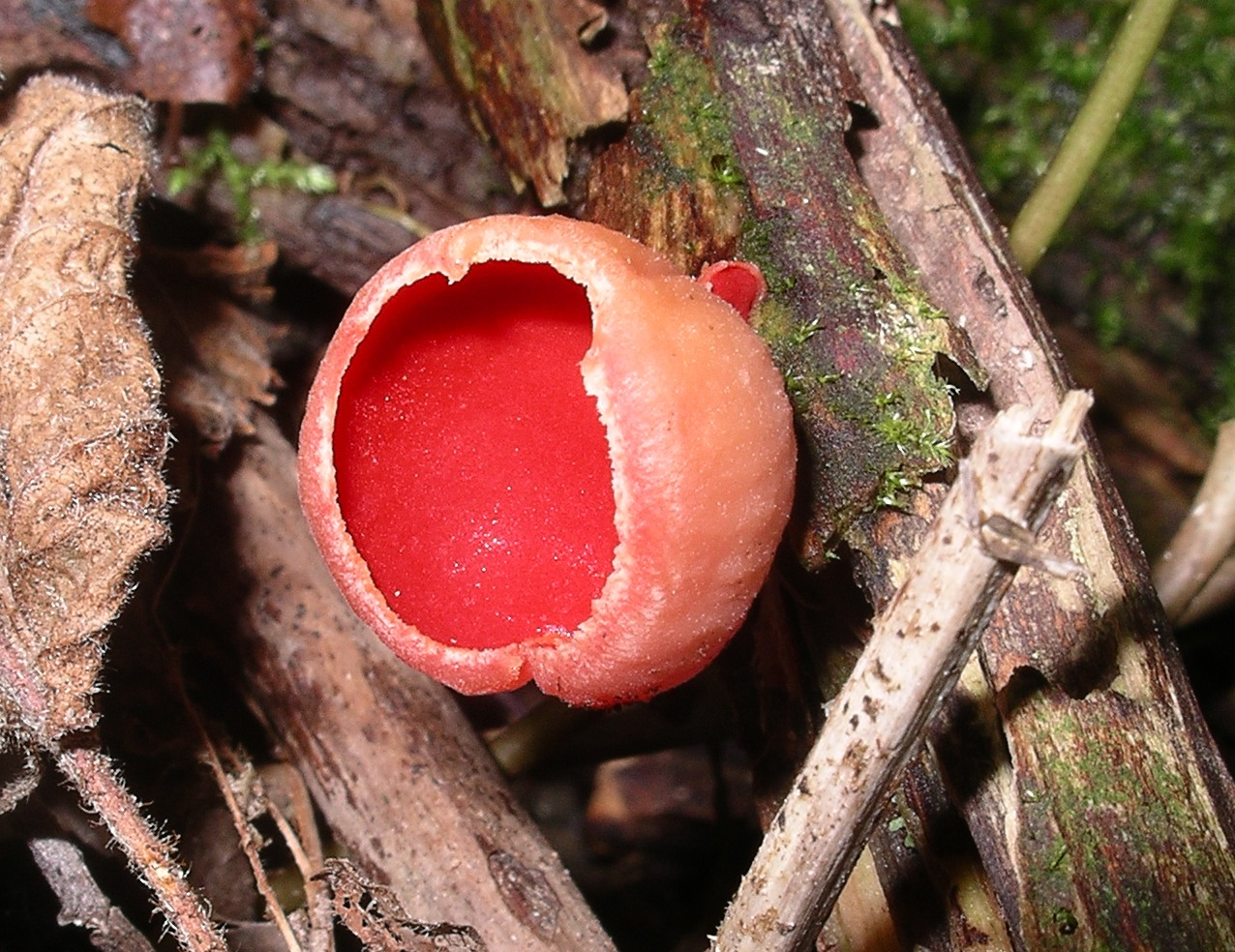
Ejemplar cerca de Llandegfan.

La especie fue usada como hongo medicinal por los indios oneida, y posiblemente por otras tribus de las Seis Naciones Iroquesas. El hongo, después secarse y molerlo hasta dejarlo polvo, se aplicaba como un astringente, particularmente a los ombligos de los niños recién nacidos que no estaban sanando correctamente después de que el cordón umbilical hubiera sido cortado. Los ascocarpos pulverizados también se colocaban bajo vendajes hechos de piel suave y bronceada de ciervo con la misma finalidad. En Scarborough, los ascocarpos se utilizan en arreglos florales con musgo y hojas, y se venden como una decoración de la mesa.
Dependiendo del autor, la especie es comestible, no comestible, o «no recomendada [para consumo humano]». Aunque la inconsistencia y poca cantidad de ascocarpos no lo hacen apetecible para el gusto de la mayoría, una fuente afirma que «los niños en el Jura dicen comerlo crudo en el pan y la mantequilla, y un autor francés sugiere la adición de las copas, con un poco de Kirsch, a una ensalada de fruta fresca». Los ascocarpos son una fuente de alimento para roedores en el invierno, y babosas en el verano.

### Aplicaciones químicas
El color rojizo de los ascocarpos es debido a cinco tipos de pigmentos carotenoides, incluyendo la plectaniaxantina y el β-caroteno. Los carotenoides son solubles en lípidos y se almacenan dentro de los gránulos en la paráfisis. El micólogo britocanadiense Arthur Henry Reginald Buller sugirió que los pigmentos de ascocarpos expuestos al Sol absorbían algunos de sus rayos solares, elevando la temperatura del himenio —se acelera el desarrollo de las ascas y la subsiguiente liberación de esporas—.
Las lectinas son proteínas de unión de azúcar que se utilizan en la determinación de tipo y grupo sanguíneos, estudios bioquímicos e investigación médica. Una lectina que ha sido purificada y caracterizada a partir de ascocarpos de S. coccinea puede unirse selectivamente a varias moléculas específicas de carbohidratos, incluida la lactosa.